# Le Cadeau (film d'animation, 1961)
Pour les articles homonymes, voir Le Cadeau.
Le Cadeau est un film d'animation français écrit et réalisé Jacques Vausseur et Dick Roberts, sorti en 1961. 

## Synopsis
Quelle idée d'avoir voulu offrir une trompette à sa bien aimée ! Que de problèmes avec ce cadeau !

## Fiche technique
- Scénario et réalisation : Jacques Vausseur et Dick Roberts
- Directeur de la photographie : Francis Pronier
- Musique : Avenir de Monfred
- Producteurs : Daniel Rondeleux, Jacques Forgeot
- Musique : Avenir de Monfred
- Montage Claude Blondel
- Animation : Michel Altermatt, René Guillaume
- Production : Les Productions Jacques Forgeot
- Layout : Robert Curtiss
- Durée : 6 minutes
- Procédé : 35 mm (négatif & positif), Couleurs
- Titres anglais internationaux : The Present / The Gift
- Sortie en France : décembre 1961 (Journées Internationales du Court Métrage de Tours)
- Sélectionné pour le Festival international du film d'animation d'Annecy en 1962